# Kulin Kłodzki
Kulin Kłodzki – wieś w Polsce położona w województwie dolnośląskim, w powiecie kłodzkim, w gminie Lewin Kłodzki.

## Położenie
Kulin Kłodzki leży między wzniesieniami Średnia Kopa i Lech od północy a Grodczynem od południa na Wzgórzach Lewińskich, w pobliżu miejscowości Lewin Kłodzki i Duszniki-Zdrój, na wysokości około 630–670 m n.p.m.

## Podział administracyjny
W latach 1975–1998 miejscowość administracyjnie należała do województwa wałbrzyskiego.

## Historia
W XV wieku Kulin był osadą służebną zamku Homole. W roku 1477, wraz z państwem homolskim, miejscowość została włączona w obręb hrabstwa kłodzkiego. W 1684 roku Kulin został kupiony przez posiadaczy Szczytnej, w kolejnych wiekach przechodził z rąk do rąk, ostatnim właścicielem od roku 1840 był von Pohl. W XVIII wieku była tu kopalnia hematytu i kamieniołom. W roku 1840 było tu wolne sołectwo i 26 budynków, w których funkcjonowały 22 warsztaty bawełniane.

Do 1945 roku miejscowość nosiła nazwę Keilendorf, po II wojnie światowej i przejściu ziemi kłodzkiej pod administrację polską zmieniono jej nazwę na Kulińsk, a następnie Kulin Kłodzki.

## Transport
Przez wieś przebiega szosa Duszniki-Zdrój – Jeleniów oraz malownicza linia kolejowa Kłodzko – Kudowa-Zdrój. We wsi znajduje się przystanek kolejowy Kulin Kłodzki. Przed stacją kolejową od strony Dusznik-Zdroju jest tunel.

## Szlaki turystyczne
- Ptak (Fort Karola) – Lisia Przełęcz – Kulin Kłodzki – Przełęcz pod Grodźcem – Leśna – Lewin Kłodzki – Taszów – Kocioł – Miejski Lasek – Jawornica – Zimne Wody – Kozia Hala – Sołtysia Kopa – Orlica – Zieleniec – Torfowisko pod Zieleńcem – Kamienna Góra – Przełęcz Sokołowska – Polanica-Zdrój
- Kulin Kłodzki – Gołaczów – Żyznów – Cisowa – Darnków – Pod Kruczą Kopą – Dańczów – Lewin Kłodzki (przystanek kolejowy) – Jarków – Pod Ptasznicą PL/CZ – Česká Čermná – Česká Čermná CZ/PL – Brzozowie – Źródło Marii – Kudowa-Zdrój[7]